# プリンツ・オイゲン (列車)

1971年冬時点のTEE網におけるプリンツ・オイゲン（赤）。

プリンツ・オイゲン(Prinz Eugen)はドイツ（1990年までは西ドイツ）北部のブレーメン、ハノーファー、ハンブルクなどとオーストリアのウィーンを結んでいた国際列車である。
1971年にTEEとして運行を開始した。その後1978年にインターシティ、1987年にユーロシティと種別を変更し、1998年からはICEとなった。「プリンツ・オイゲン」という列車名は2004年を最後に用いられなくなり、列車番号「ICE91/90」と呼ばれた。ICE91/90は2007年に廃止されたが、2010年冬に復活した。

## 歴史

### 前史
ヴュルツブルクからニュルンベルク、レーゲンスブルク、パッサウを経てリンツ、ウィーンに至る鉄道はドイツとオーストリアを結ぶ主要な鉄道路線の一つであり、19世紀からオーステンデ・ウィーン急行（のちにウィーンからオリエント急行に併結されオーステンデ・ウィーン・オリエント急行を名乗る）などの国際列車が運行されていた。
1957年のTEE創設時には、オランダのロッテルダムからケルン、パッサウを経由してウィーンに至る列車が検討されたが見送られており、オーストリアの首都ウィーンへ乗り入れるTEEは1971年まで存在しなかった。

### TEE

1971年のインターシティ網。黄色が4号線。

1971年9月26日、プリンツ・オイゲンはブレーメンとウィーンをハノーファー、ヴュルツブルク経由で結ぶTEEとして運行を開始した。「プリンツ・オイゲン」という列車名はフランス出身の貴族でオーストリアの軍人であったオイゲン・フォン・ザヴォイエン（オイゲン公子）に由来する。オーストリアでは英雄視されている人物ではあるが、その歴史的評価は国によって差があることから、ヨーロッパ時刻表会議の席上では異論もあったが、西ドイツ、オーストリア両国鉄の意向によりこの名前に決まった。
同じ日にドイツ連邦鉄道（西ドイツ国鉄）は4系統からなるインターシティ(IC)網を創設しており、プリンツ・オイゲンの経路のうちブレーメン - ニュルンベルク間はIC4号線（ブレーメン - ミュンヘン）の一部に当たる。途中ハノーファー中央駅ではIC3号線（ハンブルク - バーゼル）のインターシティ「ディプロマット」と、またヴュルツブルク中央駅ではIC2号線（ハノーファー - ケルン - フランクフルト・アム・マイン - ミュンヘン）のインターシティ「ヴィルヘルム・ブッシュ」（南行）、「ドムプファイル」（北行）と相互に接続しており、ルール地方やライン＝マイン地域とウィーンを結ぶ役割も担っていた。
ブレーメン - ウィーン間1097.6kmの所要時間は当初ウィーン行が10時間29分、ブレーメン行が10時間27分であった。しかしこのダイヤでは特にハノーファー - ヴュルツブルク間で定刻より遅れることが多く、インターシティとの接続にも問題があったことから、翌1972年夏のダイヤ改正で20分あまりスピードダウンした。
1973年6月3日、TEEエラスムス（デン・ハーグ - ミュンヘン、ケルン - ミュンヘン間はIC2号線）が新設されると、ヴュルツブルクでの接続相手は双方向ともエラスムスとなり、オランダとウィーンを結ぶ機能も担うようになった。また同時にIC3号線のダイヤ改正により、ウィーン行列車のハノーファーでの接続相手がTEEヘルヴェティアに代わっている。
なおオランダとオーストリアの連絡に関しては、TEEラインゴルトとマンハイムで接続していたIC1号線のインターシティ「プレジデント」（フランクフルト - ミュンヘン）をザルツブルク経由ウィーンまで延長してTEEにするという案もあった。これは西ドイツ国鉄が提案していたものだが、オーストリア国鉄の反対により実現しなかった。

### 経路変更

プリンツ・オイゲンの走行経路の変遷（赤）。青はエラスムス。

プリンツ・オイゲンはパッサウ - ウィーン間の乗車率が低かった。このため西ドイツ国鉄は1974年に運行区間をブレーメン - パッサウ間に短縮し、西ドイツ国内列車とすることを提案したが、オーストリア国鉄の反対により見送られた。対案としてオーストリア国鉄が提案したのが途中の走行経路を変更し、ライン＝ルール地域やフランクフルトなど需要の大きい地域を経由させるというものであった。
これが認められて、1976年5月30日にプリンツ・オイゲンの運行区間はハノーファー - ウィーン間に変更され、ハノーファー - ヴュルツブルク間ではIC2号線（ドルトムント、ケルン、フランクフルト経由）の一部となった。それまで同時刻のIC2号線の列車であったTEEエラスムスは、このダイヤ改正からマインツ - ミュンヘン間でIC1号線のマンハイム、シュトットガルト経由となった。プリンツ・オイゲンとエラスムスはケルン中央駅で相互に接続しており、オランダとウィーンの間の連絡は改正前と同様に保たれた。またIC4号線でプリンツ・オイゲンの走っていたダイヤは国内インターシティの「ヤーコブ・フッガー」に引き継がれており、ヴュルツブルク中央駅でプリンツ・オイゲンと相互に接続した。
この時のダイヤ改正からIC4号線の列車は、403形電車以外は二等車を含む編成となっており、これが一等専用のTEEであるプリンツ・オイゲンをIC2号線に移したもうひとつの理由である。後継のICヤーコブ・フッガーは二等車を連結している。
プリンツ・オイゲンのハノーファー - ウィーン間の走行距離は1286.6kmとなり、これはTEE史上最長であった。この間の所要時間は約13時間である。ハノーファー - ヴュルツブルク間はIC4号線経由の経路に比べ300km以上、改正前の時刻と比べれば3時間11分の遠回りとなっていた。

### インターシティ・ユーロシティ
1978年5月28日から、IC2号線の列車はフランクフルト - ヴュルツブルク - ミュンヘン間は原則として二等車を含む編成とされた。これにともないプリンツ・オイゲンもフランクフルト - ウィーン間でオーストリア国鉄の二等車を連結するようになった。このためプリンツ・オイゲンはTEEではなくなり、西ドイツ国内ではインターシティ、オーストリアでは急行列車(Expresszug)扱いとなった。
1979年5月27日からは西ドイツのすべてのインターシティが二等車を連結するようになった（インターシティ79）。これによりプリンツ・オイゲンも全区間で二等車を含む編成となった。またこの時のダイヤ改正からウィーン行列車はブラウンシュヴァイク始発に延長された。
1980年6月1日の夏ダイヤ改正から、プリンツ・オイゲンの運行区間はハンブルク＝アルトナ - ウィーン間に変更された。またハノーファー - ヴュルツブルク間はIC4号線経由に戻り、ハンブルク - ハノーファー間はIC3号線経由となった。この時のダイヤ改正から国際列車に対しても「インターシティ」の種別が用いられるようになり、プリンツ・オイゲンは全区間で国際インターシティとなった。ハンブルク - ウィーン間の走行距離は1061km、所要時間は12時間09分であった。
また1982年5月23日には、フランクフルトとウィーンをパッサウ経由で結んでいた急行列車「ヨハン・シュトラウス(Johan Strauß)」がインターシティに昇格した。この列車は1968年に運行を始めており、1980年にもインターシティーへの昇格が検討されたが見送られていた。ヨハン・シュトラウスはその後運行区間をケルン - ウィーン間に延長している。
1987年5月31日、ヨーロッパの国際列車の新たな種別としてユーロシティ(IC)が導入され、プリンツ・オイゲンとヨハン・シュトラウスはともにユーロシティとなった。さらに1989年5月28日にはパッサウで国境を越える新たなユーロシティとして「フランツ・リスト(Franz Liszt)」（ドルトムント - ブダペスト）が加わっている。
1991年6月2日のダイヤ改正では、ICEの運行開始にともないインターシティ網の再編が行なわれた。このときニュルンベルク - パッサウ間が初めてインターシティ網のパッターンダイヤに組み込まれ、IC1号線（キール/ヴェスターラント - ハンブルク - ドルトムント - ケルン - フランクフルト - ニュルンベルク - ミュンヘン/パッサウ）の一部となり、ユーロシティが2時間間隔で運転されるようになった。プリンツ・オイゲンはキール - ウィーン間に延長されるとともに、途中経路もIC1号線に変更された。遠回りの経路となったためハンブルク - ウィーン間では改正前に比べ3時間45分から50分所要時間が延びている。ただしIC4号線（ハンブルク - ミュンヘン、ハノーファー-ヴュルツブルク高速線経由）のインターシティとプリンツ・オイゲンをニュルンベルクで乗り継げば、改正前よりも短い時間で同区間を移動することができた。
このときドイツとウィーンをパッサウ経由で結んでいたユーロシティは以下の4往復である。
- EC23/22 ヨハン・シュトラウス : ケルン - ウィーン
- EC25/24 フランツ・リスト : ドルトムント - ブダペスト
- EC27/26 ヨーぜフ・ハイドン(Joseph Haynh) : ハンブルク＝アルトナ - ウィーン
- EC29/28 プリンツ・オイゲン : キール - ウィーン

1995年9月24日には、ハンブルク - キール間の電化に伴う同線のダイヤ改正により、プリンツ・オイゲンはハンブルク＝アルトナ - ウィーン間に短縮された。

### ICE

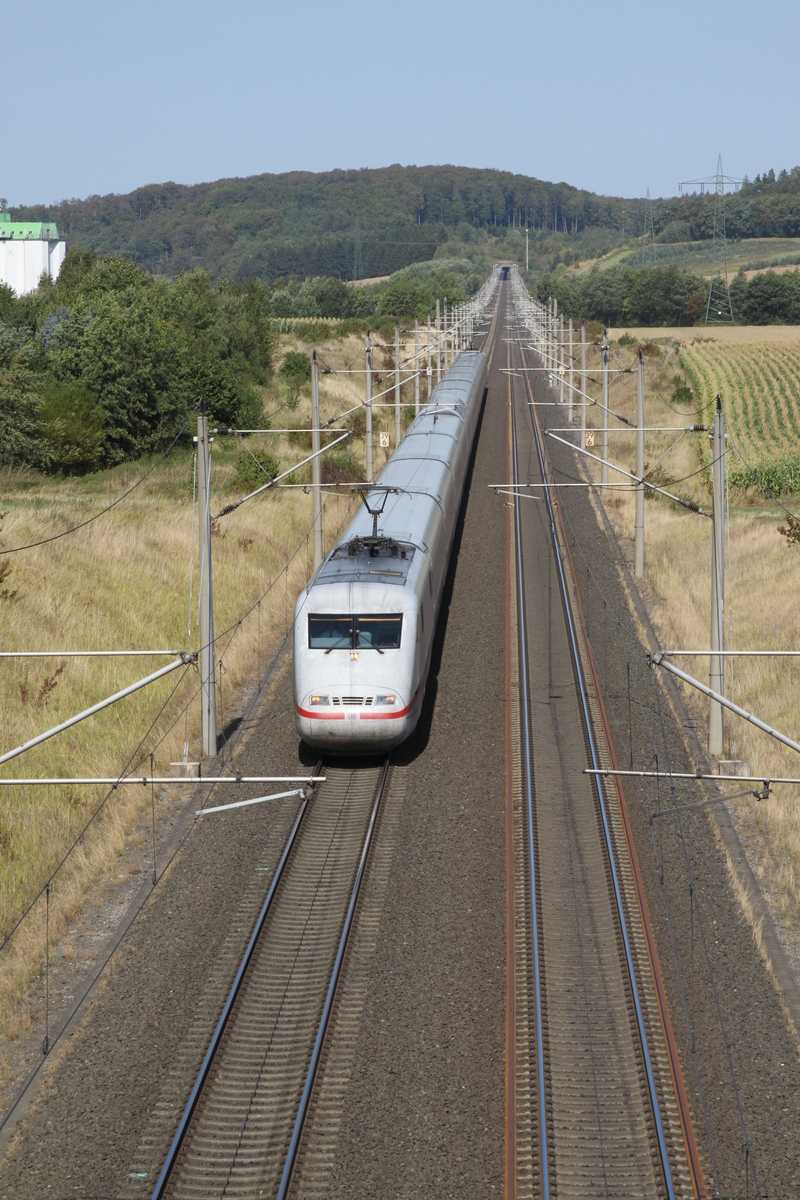
ハノーファー - ヴュルツブルク高速線を走行するICE 1

1998年5月24日、プリンツ・オイゲンはICE 1車両を用いたICEとなり、運行経路はハノーファー - ヴュルツブルク高速線経由となった。これはオーストリアに乗り入れた初のICEである。
2003年12月14日には、ハンブルクとウィーンをルール地方経由で結んでいたユーロシティ「ヨーぜフ・ハイドン」が列車名のないICEに置き換えられた。プリンツ・オイゲンと異なり経路は遠回りのままであり、ケルン - フランクフルト間でも並行するケルン-ライン＝マイン高速線ではなく在来線を走行した。走行距離は1445kmであり、ICEとしては最も長距離を走る列車であった。ただしほとんど在来線のみを走るため、表定速度は103km/hにすぎない。
2004年12月12日からは、「プリンツ・オイゲン」という列車名も用いられなくなり、ICE91/90という列車番号のみで呼ばれるようになった。
そして2007年12月9日のダイヤ改正で、フランクフルト - ウィーン間（ICE91号線）のICEが2時間間隔になったのと引き替えに、元プリンツ・オイゲンであったICE91/90列車は廃止された。しかし2010年冬ダイヤ改正(12月12日)ではハンブルク - ウィーン間のICE 91/90列車が復活している。
2010年-11年冬ダイヤ時点においては、ハンブルク - ウィーン間にICEが1往復運行されているほか、フランクフルト - ウィーン間にはICEが2時間間隔（ハンブルク系統が運行されている時間帯を除く）で5往復運行されており、うち2往復はドルトムントまで延長されている。ただしケルン - フランクフルト間も在来線経由であり、ドルトムント - ケルン間はエッセン経由とハーゲン経由のものの双方が存在する。ハンブルクやハノーファーとウィーンの間では、直通ICEのほかハンブルク - ミュンヘン系統のICEとこれらのICEをニュルンベルク中央駅で乗り継ぐことでも連絡される。

### 年表
- 1971年9月26日 : ブレーメン - ウィーン間のTEEとして運行開始。ブレーメン - ニュルンベルク間はIC4号線。
- 1976年5月30日 : ハノーファー - ウィーン間に運行区間を変更。ハノーファー - ヴュルツブルク間はIC2号線。
- 1978年5月28日 : フランクフルト・アム・マイン - ウィーン間で二等車を連結するようになる。西ドイツ国内ではインターシティ、オーストリアでは急行列車に種別変更、
- 1979年5月27日 : 全区間で二等車を連結。
- 1980年6月1日 : ハンブルク＝アルトナ - ウィーン間の国際インターシティとなる。途中経路はIC4号線に戻る。
- 1987年5月31日 : ユーロシティになる。
- 1991年6月2日 : キール - ウィーン間に運行区間を変更。ドイツ国内はIC1号線経由。
- 1995年9月24日 : ハンブルク＝アルトナ - ウィーン間に短縮。
- 1998年5月24日 : ハノーファー-ヴュルツブルク高速線経由のICEとなる。
- 2004年12月12日 : 「プリンツ・オイゲン」という列車名が用いられなくなる。
- 2007年12月9日 : 元プリンツ・オイゲンであったICE91/90が廃止される。
- 2010年12月12日 : ICE 91/90の運行を再開。

## 停車駅一覧
主なダイヤ改正時点におけるプリンツ・オイゲンの停車駅は以下の通り。
| 国                | 駅名                                                             | 1971年 9月26日 | 1976年 5月30日 | 1987年 5月31日 | 1991年 6月2日 | 1998年 5月24日 |
| ----------------- | ---------------------------------------------------------------- | -------------- | -------------- | -------------- | ------------- | -------------- |
| ド イ ツ          | キール中央駅 Kiel Hbf                                            |                |                |                | ●             |                |
| ド イ ツ          | ノイミュンスター駅 Neumünster                                    | ●              |                |                |               |                |
| ド イ ツ          | ハンブルク＝アルトナ駅                                           | ●              | ●              | ●              |               |                |
| ド イ ツ          | ハンブルク＝ダムトーア駅                                         | ●              | ※              | ※              |               |                |
| ド イ ツ          | ハンブルク中央駅                                                 | ●              | ●              | ●              |               |                |
| ド イ ツ          | ブレーメン中央駅 Bremen Hbf                                      | ●              | ∥              | ●              | ∥             |                |
| ド イ ツ          | ハノーファー中央駅                                               | ●              | ●              | ●              | ∥             | ●              |
| ド イ ツ          | オスナブリュック中央駅                                           | ∥              | ∥              | ∥              | ●             | ∥              |
| ド イ ツ          | ミュンスター（ヴェストファーレン）中央駅 Münster (Westfalen) Hbf | ∥              | ∥              | ∥              | ●             | ∥              |
| ド イ ツ          | ミンデン (ヴェストファーレン)駅 Minden                           | ∥              | ※              | ∥              | ∥             | ∥              |
| ド イ ツ          | ビーレフェルト中央駅 Bielefeld Hbf                               | ∥              | ●              | ∥              | ∥             | ∥              |
| ド イ ツ          | ゲッティンゲン駅 Göttingen                                       | ●              | ∥              | ●              | ∥             | ●              |
| ド イ ツ          | カッセル＝ヴィルヘルムスヘーエ駅 Kassel-Wilhelmshöhe             | ∥              | ∥              | ∥              | ∥             | ●              |
| ド イ ツ          | ベーブラ駅 Bebra                                                 | ●              | ∥              | ●              | ∥             | ∥              |
| ド イ ツ          | フルダ駅 Fulda                                                   | ｜             | ∥              | ●              | ∥             | ●              |
| ド イ ツ          | ドルトムント中央駅                                               | ∥              | ●              | ∥              | ●             | ∥              |
| ド イ ツ          | ボーフム中央駅 Bochum Hbf                                        | ∥              | ∥              | ∥              | ※             | ∥              |
| ド イ ツ          | エッセン中央駅 Essen Hbf                                         | ∥              | ∥              | ∥              | ●             | ∥              |
| ド イ ツ          | デュースブルク中央駅                                             | ∥              | ∥              | ∥              | ●             | ∥              |
| ド イ ツ          | デュッセルドルフ中央駅                                           | ∥              | ∥              | ∥              | ●             | ∥              |
| ド イ ツ          | ハーゲン中央駅                                                   | ∥              | ●              | ∥              | ∥             | ∥              |
| ド イ ツ          | ヴッパータール＝エルバーフェルト駅                               | ∥              | ●              | ∥              | ∥             | ∥              |
| ド イ ツ          | ケルン中央駅                                                     | ∥              | ●              | ∥              | ●             | ∥              |
| ド イ ツ          | ボン中央駅 Bonn Hbf                                              | ∥              | ●              | ∥              | ●             | ∥              |
| ド イ ツ          | コブレンツ中央駅 Koblenz Hbf                                     | ∥              | ●              | ∥              | ●             | ∥              |
| ド イ ツ          | ヴィースバーデン中央駅                                           | ∥              | ●              | ∥              | ∥             | ∥              |
| ド イ ツ          | マインツ中央駅 Mainz Hbf                                         | ∥              | ∥              | ∥              | ●             | ∥              |
| ド イ ツ          | フランクフルト空港駅                                             | ∥              | ∥              | ∥              | ●             | ∥              |
| ド イ ツ          | フランクフルト中央駅                                             | ∥              | ●              | ∥              | ●             | ∥              |
| ド イ ツ          | アシャッフェンブルク中央駅 Aschaffenburg Hbf                     | ∥              | ｜             | ∥              | ●             | ∥              |
| ド イ ツ          | ヴュルツブルク中央駅                                             | ●              | ●              | ●              | ●             | ●              |
| ド イ ツ          | ニュルンベルク中央駅 Nürnberg Hbf                                | ●              | ●              | ●              | ●             | ●              |
| ド イ ツ          | レーゲンスブルク中央駅 Regensburg Hbf                            | ●              | ●              | ●              | ●             | ●              |
| ド イ ツ          | プラットリング駅 Plattling                                       | ｜             | ｜             | ｜             | ●             | ●              |
| ド イ ツ          | パッサウ中央駅 Passau Hbf                                        | ●              | ●              | ●              | ●             | ●              |
| オ 丨 ス ト リ ア | シェルディング駅 Schärding                                       | ｜             | ｜             | ｜             | ●             | ｜             |
| オ 丨 ス ト リ ア | ヴェルス中央駅 Wels Hbf                                          | ●              | ●              | ●              | ●             | ｜             |
| オ 丨 ス ト リ ア | リンツ中央駅 Linz Hbf                                            | ●              | ●              | ●              | ●             | ●              |
| オ 丨 ス ト リ ア | ザンクト・ペルテン中央駅 St. Pölten Hbf                          | ｜             | ●              | ●              | ●             | ●              |
| オ 丨 ス ト リ ア | ウィーン西駅                                                     | ●              | ●              | ●              | ●             | ●              |

| ●    | ｜   | ∥        | ※        |
| ---- | ---- | -------- | -------- |
| 停車 | 通過 | 経由せず | 注釈参照 |

1. ↑  1990年までは西ドイツ
2. 1 2  1995年9月24日以降ハンブルク＝アルトナ発着に短縮(Thomas Cook European Timetable October 1995, p.3, table 663)
3. 1 2 3  Thomas Cook European Timetableには駅の記載がないが、インターシティ・ICEの基本停車駅には含まれている(Pillmann & THD 2008, p. 60)。
4. ↑  ハノーファー行のみ停車
5. ↑  現ヴッパータル中央駅(de:Wuppertal Hauptbahnhof)
6. ↑  1975年6月1日から停車

## 車両・編成

### 客車

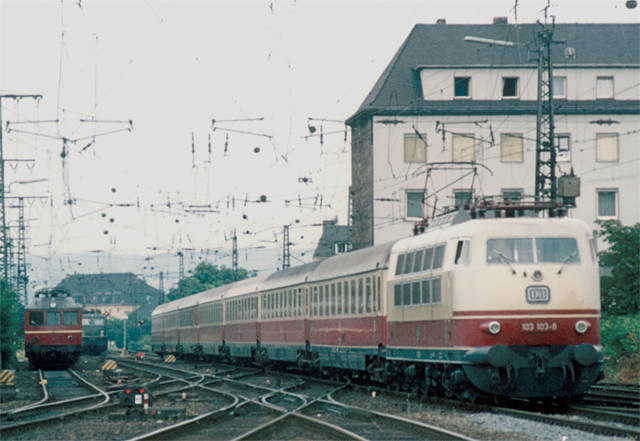
TEE/IC客車（一等のみ）を牽引する103型機関車（1975年）

1971年以来用いられている客車は1962年以降F-Zugラインゴルトなどに用いられているのと同じ形式（通称ラインゴルト型）のもので、西ドイツ国鉄担当のTEEおよびインターシティの標準的な車両である。
1971年時点では以下の4両編成であった。
- 一等開放座席車(Apmz121形) : 1両
- 食堂車(Wrmz135形) : 1両
- 一等コンパートメント車 : 2両

1972年夏にはコンパートメント車が1両減らされ3両編成となった。ただし繁忙期にはこの1両がブレーメン - パッサウ間などで増結されることもあり、1975年には4両編成に戻った。なおこの時期客車はブレーメンの車両基地に所属しており、一つの編成が2日で一往復した。西ドイツのTEE/IC用客車は複数の列車を組み合わせた複雑な運用が行なわれるのが一般的であったが、プリンツ・オイゲンは例外でこの客車はほかの列車には使用されていない。
1976年からは、ハノーファー - ウィーン間を直通するのは一等コンパートメント車、開放座席車各1両と一等コンパートメント・バー合造車(ARmh105形)の3両となり、平日にはハノーファー - パッサウ間で3両（コンパートメント車2両、開放座席車1両）が増結された。
1978年から、フランクフルト - ウィーン間ではオーストリア国鉄所属の二等車が連結されるようになった。1979年に全区間で二等車を含むようになってからは、二等車も西ドイツ国鉄所属のインターシティ用客車に代わった。
ユーロシティ化後も使用車両は同様であり、1987年時点では以下のような編成（全て西ドイツ国鉄車）であった。
- 一等開放座席車 : 1両
- 一等コンパートメント車 : 1両
- 食堂車 : 1両
- 二等開放座席車 : 2両
- 二等コンパートメント車 : 1両

ハンブルク - パッサウ間ではこれに二等車2両が増結された。

### 機関車
TEE時代にプリンツ・オイゲンを牽引したのは西ドイツ国鉄の103型電気機関車である。オーストリア領区間も含めて全区間を牽引した。103型はインターシティ・ユーロシティ化後も用いられたが、後にはパッサウ - ウィーン間ではオーストリア国鉄の1044型電気機関車(ÖBB 1044)も用いられた。

### ICE
1998年のICE化後は、プリンツ・オイゲンの車両はICE 1（401型）となった。2003年にICE化された元ヨーぜフ・ハイドンも同様である。
2007年から運行されているドルトムント、フランクフルト - ウィーン間のICEは車体傾斜機能を持つICE Tの7両編成型（411型、ただし一部はオーストリア国鉄所属の4011型）を使用している。またドイツ国内ではこれにICE Tの5両編成型（415型）が増結される。